# 羅奇 (密蘇里州)
羅奇（英語：Roach）是位於美國密蘇里州康登縣的非建制地區。

## 歷史
羅奇的郵局自1886年營運至今。

## 地理
羅奇所處的海拔為高於海平面307米（即1007英呎），而該地所採用的時區為UTC-6，即北美中部時區（CST）。同時該地設有夏令時間，為UTC-6調快一小時，即UTC-5（CDT）。